# کریس باراس
کریس باراس (انگلیسی: Chris Barrass; ۱۱ فوریهٔ ۱۸۹۸ – ۱۳ اکتبر ۱۹۷۸) بازیکن فوتبال بود.
از باشگاه‌هایی که در آن بازی کرده‌است می‌توان به باشگاه فوتبال گریمزبی تاون اشاره کرد.